# Резерват природе Шаба
Резерват природе Шаба је заштићено подручје на западном делу Кеније. Налази се на источном делу резервата природе Самбуру и Буфало спринг. Заједно, ова три резервата чине велики заштићени простор.
Резерват има разнолике пејзаже који укључују раштркане шуме и суве пашњаке у којима се налази вулкан Шаба. Дивље животиње се у највећој мери ослањају на водотоке и мочварна подручја која су распрострањена дуж читавог резервата. Резерват настањује гревијева зебра и врста Mirafra williamsi.
Овај резерват описан је у књизи Рођен слободан, у филму Моја Африка, а на његовом простору снимао се ријалити-шоу Преживљавање: Африка.
Резерват је популарна дестинација за туристе. Постоји одређени ризик да вишак броја посетилаца и раст локалног становништва око резервата може угрозити животну средину.

## Локација
Резерват природе Шаба створен је 1974. године. Резерватом управља Окружни савет Исиоло. Резерват је стациониран на истоку Самбуруа, 70 километра западно од планине Кенија. Река Евасо Нгиро тече у дужини од 34 километара дуж западне границе природног резервата. Годишње падавине износе између 250 и 500 мм. Земља је претежно пешчана, по пореклу вулканска. Резерват је полу-пустињски са изолованим брежуљцима и обилним изворима. Планина Шаба налази се на југу, на 2145 м и има вулканске формације, док је њена околина релативно равничарска. Земљиште у подножју Шабе је робусно са стрмим увалама.
Шаба је једна од мањих резервата природе и има више речних токова око којих расте врста палме Hyphaene thebaica. На пределима удаљеним од реке расту биљке Vachellia tortilis, жубасте биљке где доминира Commiphora и отворена подручја која садрже раштркане травнате површине трава и грмља.

## Фауна
Парк настањују врсте попут масајске жирафе и зебре Equus quagga boehmi, али оне су изузетно ретке. На вишим надморским висинама резервата постоји велики број антилопа камењарка и даманија. Афрички мравојед, Phacochoerus и дугоуха лисица живе у грмљима резервата. Еланд антилопа, импала, грантова газела и геренук такође настањују резерват, као и зебре, источноафрички орикс, велики куду и Tragelaphus imberbis.
Шаба је позната по Panthera leo melanochaita врсти лава, који је симбол овог подручја. Предатори у Шаби укључују црнолеђи шакал, пругаста хијена и пегава хијена. Резерват је дом и угрожених врста које укључују гребијеву зебру, мрежасту жирафу и сомалског ноја. У резервату су такође присутни афрички леопард и афрички слон.
Врсте птица у Шаби доста су сличне врстама које настањују околне резервате и подручја. Слабо позната и угрожена врста Mirafra williamsi настањује ово подручје, а није примећена у другим резерватима.
Шаба се налази на путу миграције за врсту Falco naumanni. Периодично или стално Шабу настањују птичје врсте Anhinga rufa, велика бела чапља, Trigonoceps occipitalis, Polemaetus bellicosus и Buphagus africanus која је прилично честа на овом подручју.

## Медији
Резерват је створен на иницијативу природњака Џоа Адамсона. На простору парка сниман је филм Рођен слободан, 1986. године. У јануару 1980. године Адамсонова је убијена у резервату, где јој је касније подигнут споменик. Филм Моја Африка делимично приказује овај резерват, а он се још појављује у многим другим ТВ емисијама и рекламама. Године 2001. био је забрањен приступ на две трећине површине парка, док је екипа телевизијске мреже Си-Би-Ес снимала прилог под називом Преживљавање: Африка, трећу сезону америчког ријалити шоуа Преживљавање. Локално становништво резервата жалило се јер нису добили посао током снимања ове емисије.

## Еколошка брига
Шаба је изузетно специфично подручје због његове разнолике фауне и дом за слабо познате шеве Mirafra williamsi. Војна обука у региону северно од резервата проузрокује значајне еколошке поремећаје. Пољопривреда, лов и сеча шуме је у порасту у областима око резервата, а понекад су ове активности присутне и на простору резервата. Не постоји план управљања туризмом, па је ризик да број посетилаца може порасти и тако угрозити биљни и животињски свет резервата.

## Галерија
- Река Евасо Нгиро
- Виши предели резервата
- Предео испод планине Шаба
- Село у резервату